# Stéphane Floiras
Stéphane Floiras, né le 18 octobre 1980 à Marseille, est un footballeur français.

## Biographie
Floiras intègre le groupe professionnel en 1997 et dispute sa première rencontre avec l'équipe première le 21 avril 2000, face au Nîmes Olympique, remplaçant Laurent Macquet. Roland Gransart lui fait jouer les cinq derniers matchs de la saison 1999-2000 en Division 2 dont deux comme titulaire. 
Ensuite, Il fait une saison comme titulaire en saison 2000-2001. Néanmoins, les cannois sont relégués à la fin de la saison en National. Stéphane Floiras reste deux saisons en troisième division avec l'AS Cannes avant de quitter l'équipe en 2003.